# FK Jastrebac Niš
FK Jastrebac Niš (serb.: Фудбалски Клуб Јастребац Ниш) – serbski klub piłkarski z siedzibą w Niszu (w okręgu niszawskim), działający w latach 1946–2010. Nazwa klubu pochodzi od masywu górskiego Jastrebac w środkowej Serbii, pomiędzy miastami Nisz, Kruševac i Prokuplje.

## Historia
W sezonie 1993/94 Jastrebac Niš występował w Prvej lidze SR Јugoslavije, najwyższej klasie rozgrywkowej FR Jugosławii, gdzie zdobywając 13 punktów zajął ostatnie 20. miejsce i spadł do Drugiej ligi SR Јugoslavije, w której występował 3 sezony: w sezonie 1992/93 (mistrzostwo Drugiej ligi) oraz w sezonach 1994/95 (12. miejsce) i 1995/96 (19. miejsce i spadek klubu do Srpskiej ligi).
Od 2003 roku klub występował w rozgrywkach jako FK Jastrebac Proleter Niš. W trakcie sezonu 2009/10 klub wycofał się z rozgrywek Prvej Niskiej ligi (5. poziom serbskich rozgrywek piłkarskich). 

## Stadion
Klub rozgrywał swoje mecze domowe na Stadion FK Jastrebac w Niszu, który mógł pomieścić 5 tys. widzów.

## Sezony
| Sezon                          | Liga                     | Poziom | Miejsce |
| Federalna Republika Jugosławii |                          |        |         |
| 1999/00                        | Srpska liga (Grupa Niš)  | III    | 15      |
| 2000/01                        | Srpska liga (Grupa Niš)  | III    | ?       |
| 2001/02                        | Srpska liga (Grupa Niš)  | III    | 13      |
| 2002/03                        | Srpska liga (Grupa Niš)  | III    | 15      |
| Serbia i Czarnogóra            |                          |        |         |
| 2003/04                        | Zonska liga (Niska zona) | IV     | 3 *     |
| 2004/05                        | Zonska liga (Niska zona) | IV     | 3       |
| 2005/06                        | Zonska liga (Niska zona) | IV     | 9       |
| Serbia                         |                          |        |         |
| 2006/07                        | Zonska liga (Niska zona) | IV     | 7       |
| 2007/08                        | Zonska liga (Niska zona) | IV     | 14      |
| 2008/09                        | Prva Niska liga          | V      | 13      |
| 2009/10                        | Prva Niska liga          | V      | 16 **   |

 * Od sezonu 2003/04 klub występował w rozgrywkach jako FK Jastrebac Proleter Niš.
 ** W trakcie sezonu 2009/10 Jastrebac Proleter wycofał się z rozgrywek Prvej Niskiej ligi (drużyna została rozwiązana).

## Sukcesy
- 20. miejsce Prvej ligi SR Јugoslavije (1x): 1994.
- mistrzostwo Drugiej ligi SR Јugoslavije (1x): 1993 (awans do Prvej ligi SR Јugoslavije).
- mistrzostwo Međurepubličkiej ligi – Grupa Istok (III liga) (1x): 1992 (awans do Drugiej ligi SR Јugoslavije).

## Reprezentanci kraju grający w klubie
- Ivica Kralj
- Saša Zorić